# Рядно

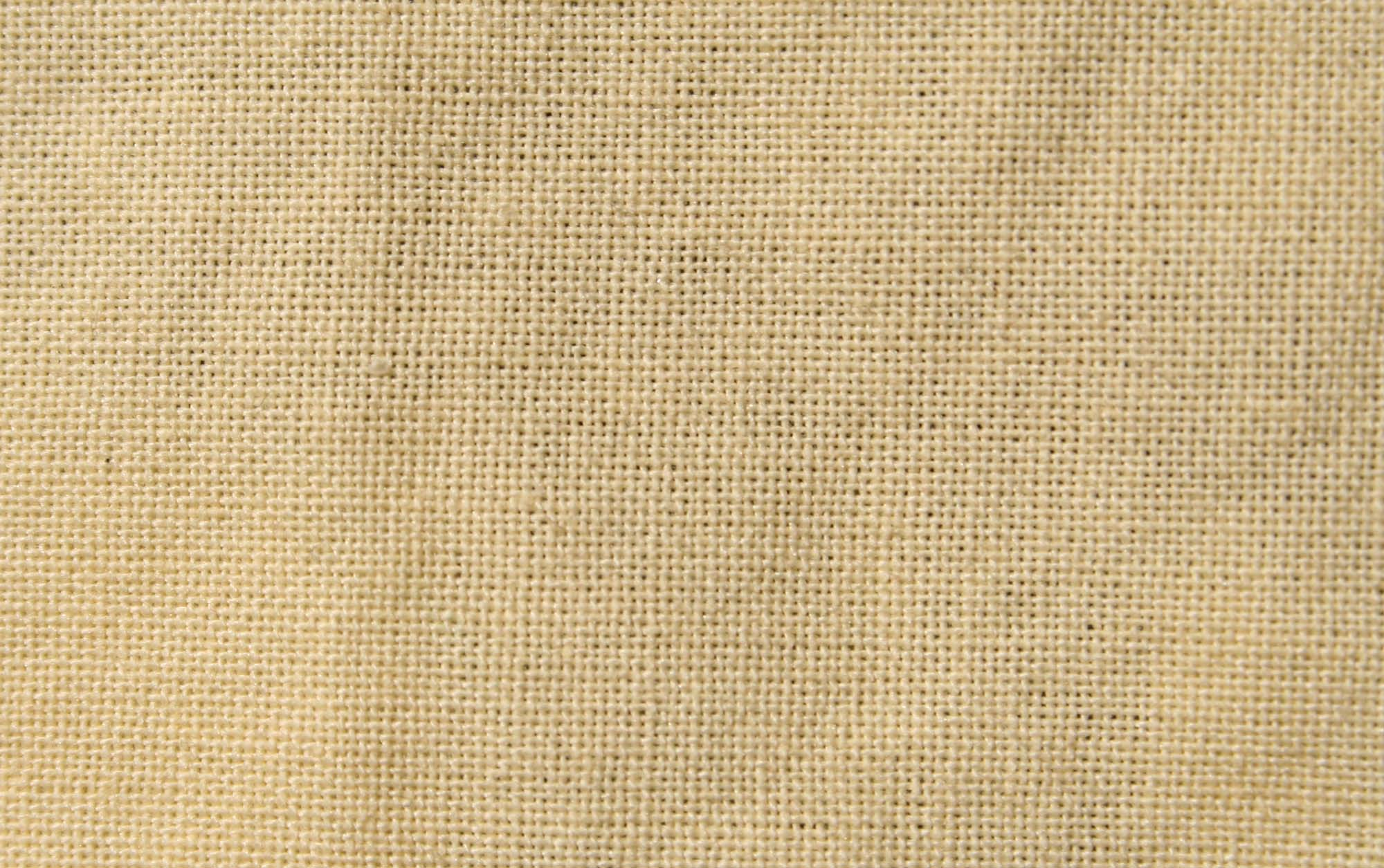
Текстура ряднини

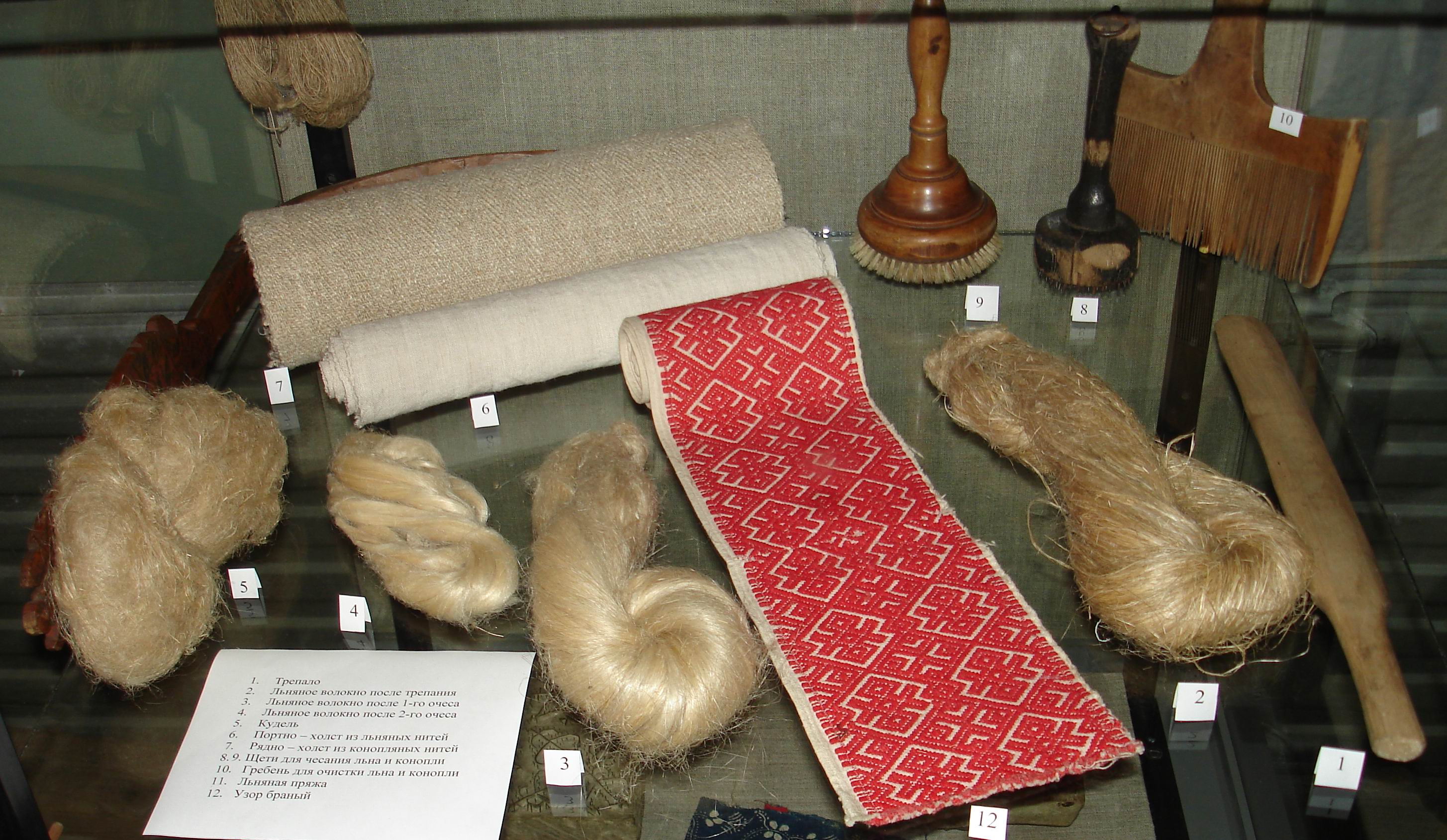
Сувій ряднини (під номером 7) серед експонатів Пінезького краєзнавчого музею, Пінега, Архангельська область

Рядно́ (від слова ряд), також вере́та, де́рга, дже́рга, розм. рядюга, рядюжка — вид простирала або покривала з цупкого лляного чи конопляного домотканого полотна. Також рядном (веретою, джергою) називали різнокольоровий килим або ковдру з грубої вовни.

## Загальний опис
Полотно для рядна називалося рядниною (це слово також вживали в значенні «рядно»), а також валовиною, вереттям. Для його ткання використовували вал — грубу пряжу, на яку йшли відходи від чесання кужелі. Рядниною звали й одяг з такої тканини, згідно зі «Словарем української мови» Б. Грінченка «ряднина» — позначення поганенького рядна. Словом простирядно в деяких діалектах називають простирало.

## У культурі
Рядно, одяг з ряднини вважалися ознакою бідності[відсутнє в джерелі], вона протиставлялася дорогим сукнам («Ти в мами ходиш в грубій ряднині, а в нас будеш ходити в синім кармазині» — П. Чубинський).
Прислів'я, мовні звороти
- Мокрим рядном — зненацька, несподівано[1]
- Коли не пропав в пелюшках, а вже в рядюжках не пропаду[13]
- Рогатої скотини — вила та граблі; хорошої одежі — мішок та ряднина[14]